# Würst
Würst è un album di raccolta del gruppo musicale tedesco KMFDM, pubblicato nel 2010.

## Tracce
1. D.I.Y. (Edit) – 4:19
2. Tohuvabohu (Edit) – 4:44
3. Son of a Gun (Overhauled Mix) (Edit) – 3:33
4. Juke Joint Jezebel (Single Mix) – 4:10
5. Naive (Edit) – 3:44
6. Sucks (12" Mix) (Edit) – 3:57
7. Hau Ruck (Edit) – 3:26
8. More and Faster (12" Mix) – 3:32
9. Money (Radio Mix) – 3:50
10. Megalomaniac (Single Mix) (Edit) – 3:10
11. Virus (12" Mix) (Edit) – 4:11
12. Light (Cellulite Radio Mix) – 3:49
13. Anarchy (Edit) – 4:04
14. Vogue (Edit) – 3:00
15. Split (12" Mix) (Edit) – 3:54
16. WWIII (Edit) – 4:29
17. Godlike (12" Mix) (Edit) – 4:04
18. A Drug Against War (Single Mix) – 3:42
19. Power (Single Mix) (Edit) – 3:08